# Ricardo Aronne

## Ricardo Aronne[1]in memoriam
Na tarde de quarta-feira do dia 30/08/2017 faleceu o Prof. Dr. Ricardo Aronne   , filho do ex-Procurador do Estado Dr. Gilberto Flávio Aronne e de Valderez Aronne. Pós-doutor  em Direito pela Universidade Federal do Paraná, era professor titular da Universidade La Salle, tendo, anteriormente, lecionado  na PUC-RS durante vinte anos. Palestrante renomado, com frequencia representava o Brasil em encontros internacionais de Direito, onde dissertava sobre os mais diversos assuntos, sempre a partir do ponto de vista de seus temas preferenciais de pesquisa:  constitucionalização do direito civil, novo paradigma e hermenêutica (Sistemas, Discurso, Transdisciplinariedade, Complexidade e Caos), dignidade da pessoa humana, pensamento tópico sistemático, descodificação e função social. 
Músico, guitarrista, foi pioneiro do rock pesado no estado do Rio Grande do Sul, tendo fundado a banda Spartacus, juntamente com Marco Di Martino, no inicio dos anos 1980. Foi ainda fundador das bandas Dramma (na qual deixa um CD quase completo, em fase de produção) e Black Triad - esta última com destaque internacional pelo disco "Genesis" - além de desenvolver intensa carreira solo como guitarrista, tendo lançado diversos singles ora disponíveis em plataformas digitais como o youtube.com. 
Foi também comentarista e crítico de Direito, Economia, Política e Sociedade na Tv Pampa, afiliada à Rede TV, no programa Câmera Pampa. Deixa um filho, Felipe Aronne, de 18 anos e sua companheira Marcia Walter.

## Reconhecimento da Comunidade Jurídica
"Foi com grande pesar que recebi a notícia do falecimento do professor e advogado Ricardo Aronne, um dos grandes pensadores do nosso Direito Civil contemporâneo. Com uma vasta obra, Aronne nos fazia pensar o Direito Privado de maneira profunda e diferente. Além disso, destacava-se por sua visão multidisciplinar, notadamente pelas interações entre o Direito e a música. Era também considerado um dos notáveis guitarristas do rock brasileiro. Uma grande perda para o Brasil. Ficarão os seus legados e a saudade."
Flávio Tartuce - 31/8/2017

 A OAB-ES lamenta profundamente o falecimento do advogado e professor Ricardo Aronne, nesta quarta (30), que atuava no Rio Grande do Sul, mas com participação nos cursos da ESA/OAB-ES. Ricardo Aronne era um grande civilista e se notabilizou pela vanguarda de seus estudos, especialmente no campo do Direito das Coisas e por sua abordagem filosófica.
O diretor da ESA, Rodrigo Mazzei, enfatiza que, além de advogado e professor, Aronne era um dos maiores guitarristas do Brasil, um verdadeiro artista. “Esse grande profissional desenvolveu teses extremamente de vanguarda. É uma perda irreparável. Fica um vazio, que jamais será preenchido".

## Alguns Artigos
→ Sistemas Jurídicos e Unidades Axiológicas 

 → O DIREITO CIVIL-CONSTITUCIONAL E O REINO DA DINAMARCA: HAMLET, CODIFICAÇÃO E O FANTASMA PATERNO 

 → Percepções acerca da responsabilidade civil do psiquiatra por erro de diagnóstico na internação compulsória

 → Sentença e Processo de Conhecimento no Direito Civil do Estado Social Contemporâneo: Reflexões de Processo e Direito Civil-Constitucional